# 강성욱 (성우)
강성욱은 대한민국의 성우, 배우이다. 1970년 MBC에 입사했으며, MBC 4기이다. 문화방송 성우극회 소속.

## 주요 출연 작품

### 애니메이션
- 배너의 모험 (MBC)
- 장발장 (MBC)

### 외화
- 게리슨 유격대 (MBC) - 카지노

### 드라마
- 추동궁 마마 (MBC) - 민제
- 전원일기 (MBC) - 영배삼촌
- 설중매 (MBC) - 정창손
- 임진왜란 (MBC) - 유성룡
- 인현왕후 (MBC) - 민정중
- 한중록 (MBC) - 채제공
- 파문 (MBC) - 채제공
- 대원군 (MBC) - 오경석
- 제1공화국 (MBC) - 우제하
- 제2공화국 (MBC) - 오정근
- 제3공화국 (MBC) - 옥창호
- 제4공화국 (MBC) - 김정섭 중앙정보부 차장보
- 무풍지대 (KBS 2TV) - 장택상
- 한명회 (KBS 2TV) - 정창손
- 찬란한 여명 (KBS 1TV) - 이노우에 가오루
- 용의 눈물 (KBS 1TV) - 박만
- 경찰특공대 (SBS) - 장경식 대통령 경호실장
- 태조 왕건 (KBS 1TV) - 김응겸